# Charles Delaney
Pour les articles homonymes, voir Delaney.
Charles Delaney, né le 9 août 1892 à New York (État de New York) et mort le 31 août 1959 à Los Angeles (quartier d'Hollywood, Californie), est un acteur américain.

## Biographie

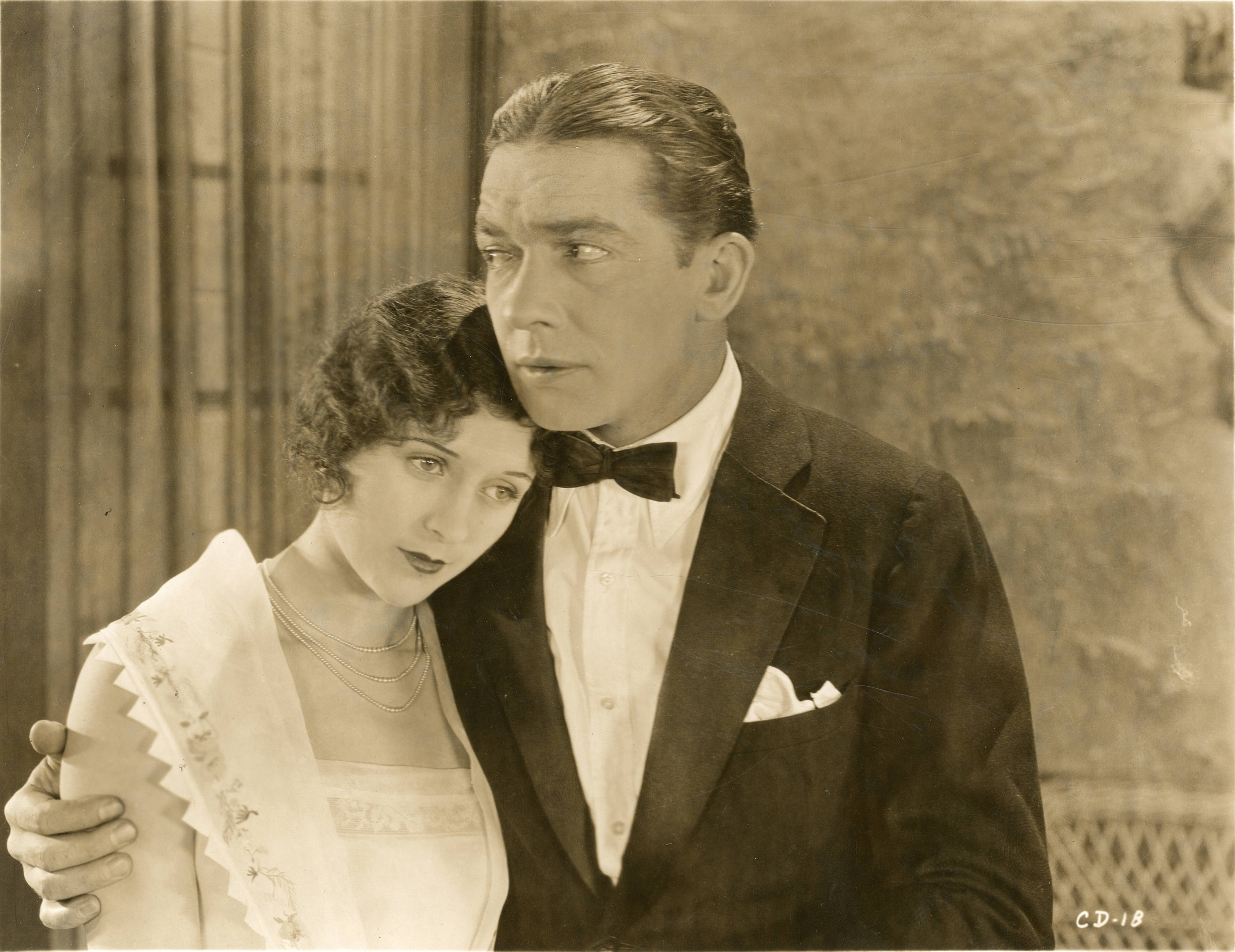
Avec Marceline Day, dans College Days (1926)

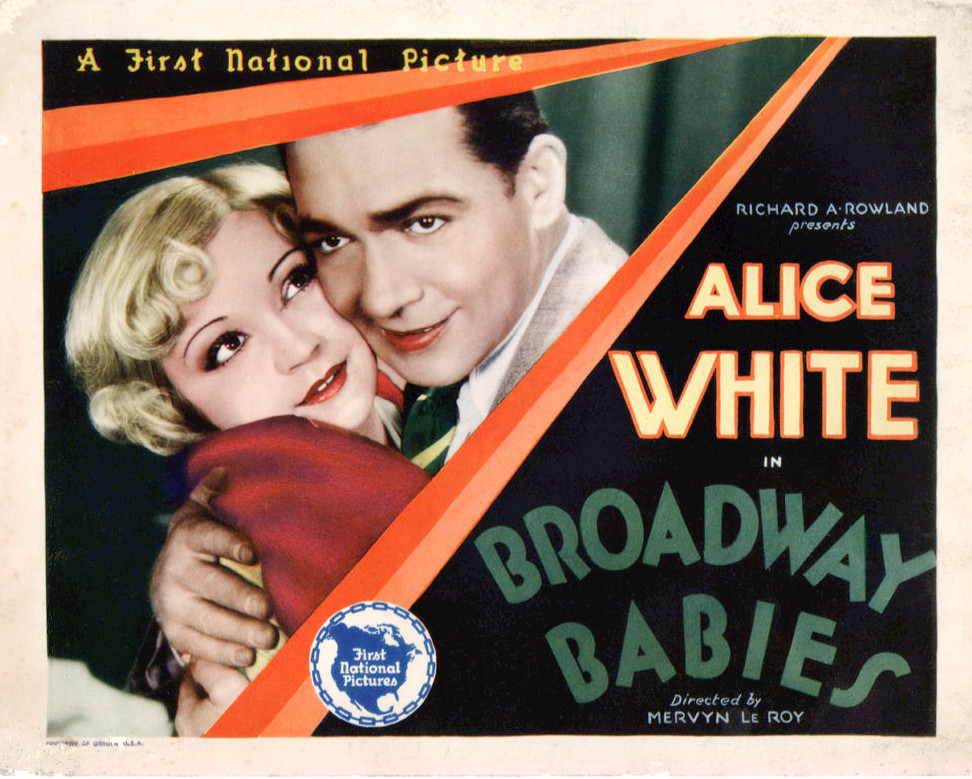
Avec Alice White, dans Papillons de nuit (1929)

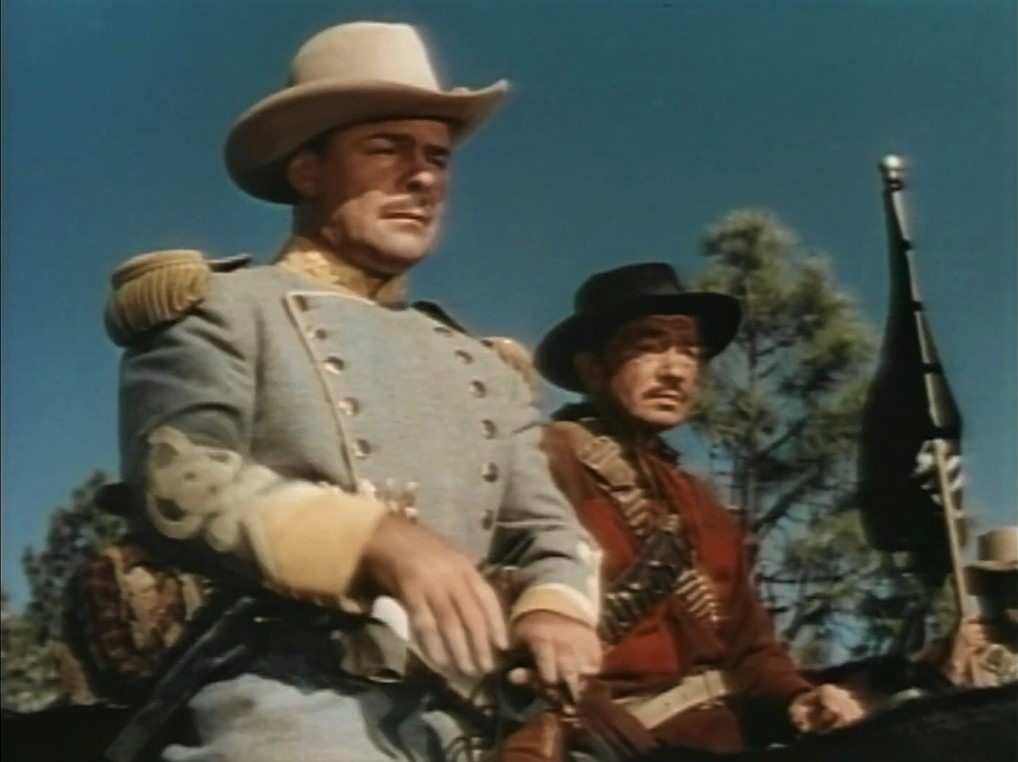
Avec Brian Donlevy (à g.), dans Kansas en feu (1950)

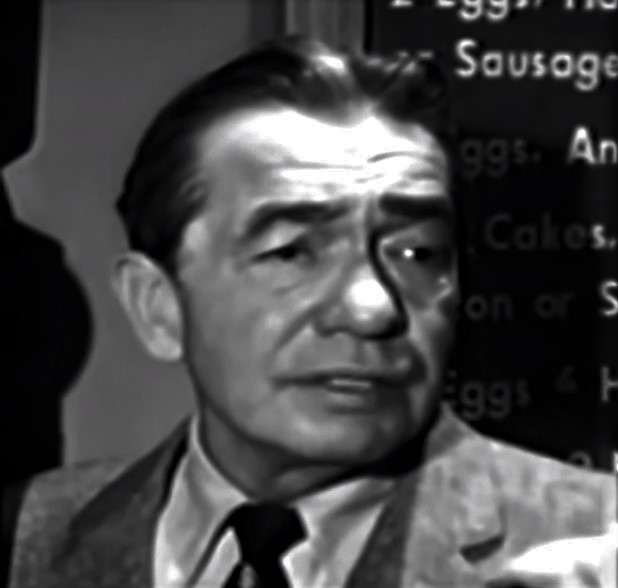
Dans The Beatniks (1960)

Par ailleurs acteur de vaudeville, Charles Delaney fait une première apparition au cinéma dans un court métrage muet de 1913. Puis, durant la période du muet, il est actif à partir de 1922, notamment dans Les Fraudeurs de Lambert Hillyer (1924, avec Blanche Sweet et Bessie Love), College Days de Richard Thorpe (1926, avec Marceline Day et James Harrison) et Les Rois de l'air d'Howard Hawks (1928, avec Arthur Lake et Sue Carol).
Après le passage au parlant, il apparaît comme second rôle (parfois non crédité) entre autres dans Millie de John Francis Dillon (1931, avec Helen Twelvetrees et Lilyan Tashman), Alerte aux banques de Louis Gasnier (1938, avec Conrad Nagel et Eleanor Hunt) et le western Kansas en feu de Ray Enright (1950, avec Audie Murphy et Brian Donlevy).
Le dernier de ses quatre-vingt-quinze films américains est The Beatniks de Paul Frees (avec Peter Breck et Sam Edwards), sorti en 1960, année suivant sa mort (en 1959), à 67 ans.
Enfin, à la télévision américaine, il collabore à cinq séries entre 1952 et 1956.

## Filmographie partielle

### Cinéma

#### Période du muet
- 1924 : Les Fraudeurs (Those Who Dance) de Lambert Hillyer : Tom Andrus
- 1924 : Barbara Frietchie de Lambert Hillyer
- 1925 : Sporting Life de Maurice Tourneur : Joe Lee
- 1926 : College Days de Richard Thorpe : Jim Gordon
- 1927 : The Silent Avenger de James Patrick Hogan : Stanley Gilmore
- 1927 : Mountains of Manhattan de James P. Hogan
- 1927 : Husband Hunters
- 1928 : Poupée de Broadway (en) (Show Girl) d'Alfred Santell : Jimmy Doyle
- 1928 : Les Rois de l'air (The Air Circus) d'Howard Hawks : Charles Manning
- 1928 : The Cohen and Kellys in Paris de William Beaudine
- 1928 : After the Storm de George B. Seitz

#### Période du parlant
- 1929 : Papillons de nuit (Broadway Babies) de Mervyn LeRoy : Billy Buvanny
- 1929 : La Petite Vendeuse des galeries (en) (The Girl from Woolworth's) de William Beaudine : Bill Harigan
- 1930 : Kathleen Mavourneen d'Albert Ray : Terry
- 1931 : Millie de John Francis Dillon : Mike
- 1932 : Hearts of Humanity (en) de Christy Cabanne : Tom Varney
- 1933 : Elmer, the Great (en) de Mervyn LeRoy : Johnny Abbott
- 1935 : Sixième Édition (Front Page Woman) de Michael Curtiz : un journaliste
- 1936 : Below the Deadline (en) de Charles Lamont : Artie Nolan
- 1938 : Alerte aux banques (Bank Alarm) de Louis Gasnier : Duke
- 1945 : Blonde Ransom (en) de William Beaudine : McDaily
- 1950 : Kansas en feu (Kansas Raiders) de Ray Enright : Pell
- 1952 : À feu et à sang (The Cimarron Kid) de Budd Boetticher : Tilden
- 1952 : La Peur du scalp (The Half-Breed) de Stuart Gilmore : un sergent
- 1954 : Terreur à l'ouest (The Bounty Hunter) d'André de Toth : un villageois
- 1956 : La Loi du Seigneur (Friendly Persuasion) de William Wyler : un ivrogne
- 1960 : The Beatniks de Paul Frees : Harry Bayliss

### Télévision
(séries)
- 1952 : Mr. and Mrs. North (en), saison 1, épisode 8 Dead Man's Tale de Ralph Murphy : Joe
- 1956 : Medic (en), saison 2, épisode 14 The Laughter and the Weeping de Ralph Murphy : Stan Thompson
- 1956 : Crossroads (en), saison 1, épisode 23 Mother O'Brien de Ralph Murphy : Mac